# Battaglia di Hubbardton
La battaglia di Hubbardton fu uno scontro militare avvenuto durante la guerra d'indipendenza americana, nella campagna di Saratoga, presso la località di Hubbardton nell'odierno Vermont, il cui territorio era conteso tra gli odierni stati di New York, del New Hampshire e l'allora neonata Repubblica del Vermont. La mattina del 7 luglio 1777, le forze britanniche del generale Simon Fraser si scontrarono con la retroguardia dell'esercito americano, in ritirata dopo l'assedio di Fort Ticonderoga. L'episodio fu l'unica battaglia di tutto il conflitto avvenuta in Vermont.

## Antefatti
Il generale britannico John Burgoyne diede inizio alla sua campagna militare per il controllo della valle del fiume Hudson muovendo a fine giugno un esercito di 8 000 uomini lungo il lago Champlain, giungendo nei pressi di Fort Ticonderoga il 1º luglio. Il 5 luglio, gli uomini del generale americano Arthur St. Clair a difesa del forte vennero a sapere che i britannici avevano posizionato l'artiglieria su un'altura sovrastante il forte. Decisero quindi di evacuare il forte la notte stessa, seguendo la strada che conduceva ad Hubbardton. La marcia avvenne sotto un sole cocente e con un ritmo estenuante per circa 50 km fino a Castleton, dove stabilirono l'accampamento la sera del 6 luglio.
A comando delle truppe britanniche vi era il generale Simon Fraser, il quale scoprì il 6 luglio che gli americani avevano abbandonato il forte Ticonderoga. Fraser avvertì Burgoyne e subito dopo si mise all'inseguimento del nemico con due compagnie di fanteria, quattro reggimenti di granatieri, cinque di fanteria leggera, cento lealisti e guide native. Burgoyne ordinò a Riedesel di seguirlo guidando alcune compagnie di jäger tedeschi e granatieri, ordinando inoltre al resto delle truppe di muoversi appena fosse stato possibile. L'avanguardia di Fraser riuscì ad avvicinarsi fino a pochi chilometri dal colonnello Ebenezer Francis che comandava la retroguardia di St. Clair.
Il generale St. Clair ordinò una pausa ad Hubbardton per dare tempo ai soldati di ristorarsi mentre giungeva la retroguardia. Vedendo però che gli uomini di Francis si erano attardati, decise di proseguire verso Castleton, lasciando il colonnello Seth Warner e i suoi uomini assieme al reggimento del colonnello Nathan Hale ad Hubbardton, ad attendere la retroguardia. Quando giunsero gli uomini di Francis, contrariamente agli ordini di St. Clair, Warner decise di passare la notte lì invece di proseguire per Castleton. Venne quindi allestito un accampamento difensivo sull'altura di Monument Hill e furono organizzate delle pattuglie sulla strada che giungeva da Ticonderoga.
Il barone Riedesel si ricongiunse con Fraser alle ore 16:00 e insistette affinché si stabilisse un accampamento. Fraser, considerando che il barone era un suo superiore nella linea di comando, acconsentì avvertendo però che egli stesso avrebbe ripreso l'inseguimento alle 03:00 del mattino seguente. Britannici e tedeschi cercarono quindi un posto dove accamparsi, trovandolo a circa 5 km da Hubbardton.

## La battaglia

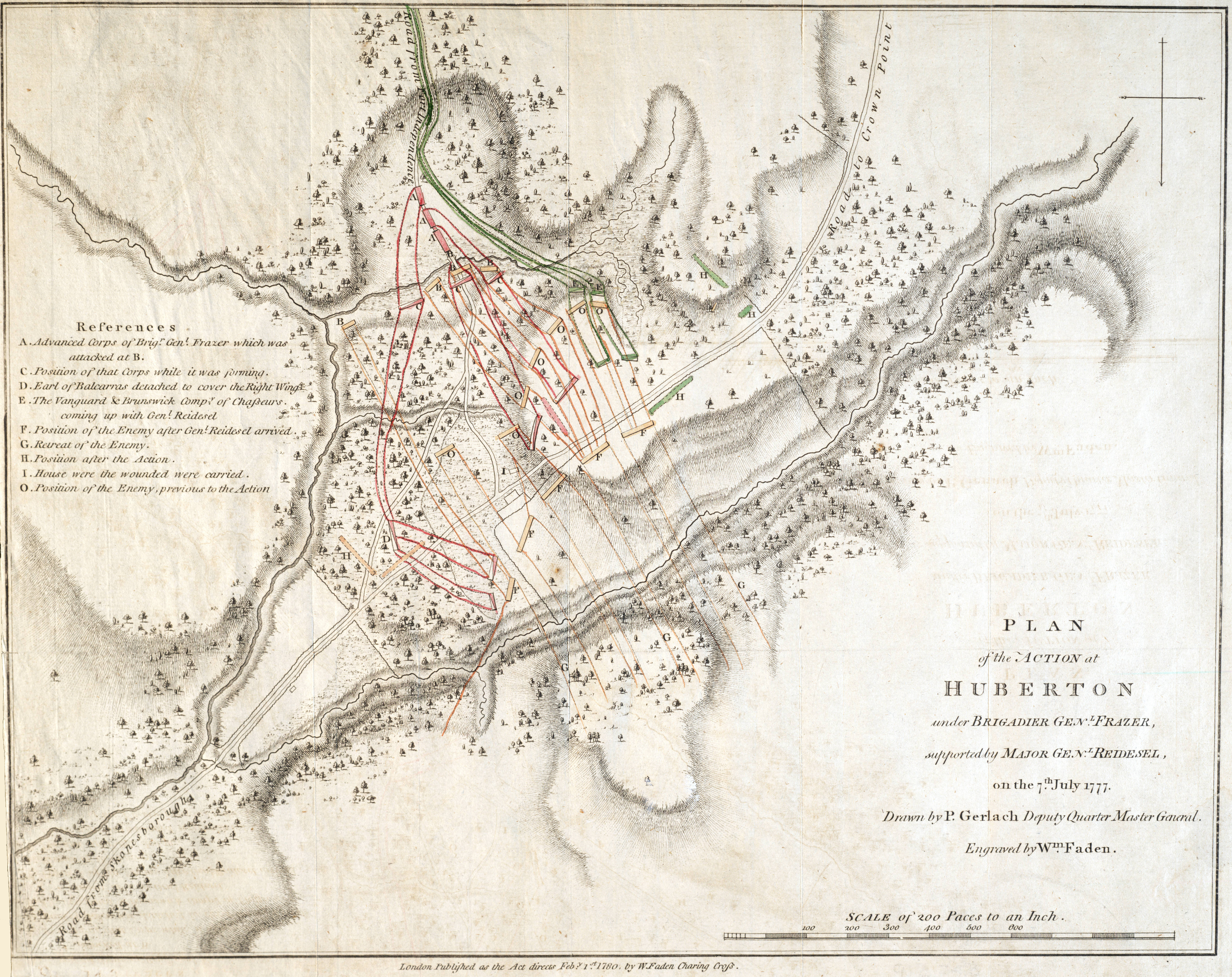
Mappa disegnata dai britannici dopo la battaglia

Riedesel lasciò l'accampamento all'ora prefissata con un drappello di uomini ed era poco lontano dal Fraser quando quest'ultimo arrivò ad Hubbardton, all'alba, sorprendendo alcuni degli uomini del reggimento di Hale, dispersi nei primi scontri. Un messaggio giunse dal generale St. Clair secondo cui i britannici avevano raggiunto Skenesboro e che quindi era necessario un nuovo tragitto per raggiungere il fiume Hudson. Le istruzioni di St. Clair ordinavano di seguirlo immediatamente a Rutland e gli uomini di Francis avevano appena formato una colonna per iniziare la marcia, circa alle 07:15, quando l'avanguardia britannica iniziò a sbucare oltre l'altura dietro di loro. Rapidamente, gli americani formarono una linea nella loro retrovia e aprirono il fuoco contro i nemici. Fraser, per anticipare la fuga americana, inviò un distaccamento per accerchiarli sul fianco sinistro, con il rischio di esporre il suo stesso fianco ritenendo di poterlo tenere fino all'arrivo di Riedesel. Riedesel nel frattempo era giunto in cima ad un'altra altura, dove poté osservare che gli americani stavano proprio pressando il fianco sinistro di Fraser. Inviò quindi i suoi granatieri a difesa del fianco e inviò gli jäger contro il centro della linea americana.
Ad un certo punto, St. Clair venne a sapere dello scontro a fuoco in corso poco distante. Inviò immediatamente Henry Livingston e Isaac Dunn a radunare i miliziani più vicini ad Hubbardton lungo la via. Quando giunsero al campo base dei miliziani, li trovarono in piena ritirata a causa dei colpi che sentivano in lontananza e nulla riuscì a farli cambiare idea. Livingston e Dunn continuarono così a cavalcare verso Hubbardton.
Scendendo in una posizione sicura su Monument Hill, gli americani respinsero diversi assalti britannici, anche se il colonnello Francis fu colpito al braccio da un proiettile. Continuò comunque a dirigere le sue truppe verso il fianco debole di Fraser. L'andamento della battaglia cambiò quando, dopo più di un'ora di battaglia, arrivarono i granatieri di Riedesel, urlando e cantando per far credere al nemico di essere più numerosi di quanti fossero. Il fianco americano venne aggirato ed essi furono costretti ad una disperata corsa in campo aperto. Fu a questo punto che il colonnello Francis cadde colpito durante una raffica britannica.

## Conseguenze
I dispersi della retroguardia americana faticosamente riuscirono ad arrivare a Rutland per ricongiungersi con il resto dell'esercito. Pressati dagli scout e dai nativi di Fraser, senza cibo o riparo, impiegarono cinque giorni per raggiungere l'esercito, cosa che accadde però presso Fort Edward. Altri, incluso il colonnello Hale e un distaccamento di settanta uomini, furono catturati dai britannici. Il colonnello Francis venne sepolto con i morti nativi del Brunswick che avevano combattuto nelle file lealiste.
Riedesel e i soldati del Brunswick partirono per Skenesboro il giorno seguente, la maggior parte degli uomini di Fraser. Il generale rimase con seicento uomini sfiancati, un buon contingente di prigionieri e feriti e quasi nessun rifornimento. Il 9 luglio, inviò trecento prigionieri con una scorta verso Ticonderoga, mentre lui e i suoi uomini marciarono verso Castleton e poi verso Skenesboro.
Livingston e Dunn incontrarono degli americani in ritirata sulla strada per Castleton a battaglia conclusa. Giunti in paese diedero la brutta notizia e assieme all'esercito americano si misero in marcia, giungendo a Fort Edward il 12 luglio.
Le vittime ufficiali furono 38 morti e 125 feriti assiani e un morto e due feriti franco-canadesi. Un altro rapporto parla di 10 morti e 14 feriti tedeschi, per un totale di 49 morti e 141 feriti. Lo storico Richard Ketchum afferma che vi furono 60 morti e 168 feriti britannici. Le vittime americane furono 41 morti, 96 feriti e 230 prigionieri.